# Bistrica (okręg zlatiborski)
Bistrica (cyr. Бистрица) – wieś w Serbii, w okręgu zlatiborskim, w gminie Nova Varoš. W 2011 roku liczyła 694 mieszkańców.